# Vibonati
Vibonati är en ort och kommun i provinsen Salerno i regionen Kampanien i Italien. Kommunen hade 3 321 invånare (2017).